# 第52回ヴェネツィア国際映画祭
第52回ヴェネツィア国際映画祭は、1995年8月30日から9月9日にかけて開催された。

## 上映作品

### コンペティション部門
| 日本語題                        | 原題                          | 監督                                                  | 製作国         |
| ------------------------------- | ----------------------------- | ----------------------------------------------------- | -------------- |
|                                 | Guantanamera                  | トマス・グティエレス・アレア フアン・カルロス・タビオ | キューバ       |
| 世にも憂鬱なハムレットたち      | In the Bleak Midwinter        | ケネス・ブラナー                                      | イギリス       |
| 差出人のない手紙                | Sin remitente                 | カルロス・カレラ                                      | メキシコ       |
| 沈黙の女/ロウフィールド館の惨劇 | La cérémonie                  | クロード・シャブロル                                  | フランス       |
| あるイタリアの犯罪              | Pasolini, un delitto italiano | マルコ・トゥリオ・ジョルダーナ                        | イタリア       |
| シクロ                          | Xich lo                       | トラン・アン・ユン                                    | ベトナム       |
| 7本のキャンドル                 | Det Yani Dokhtar              | アボルファズル・ジャリリ                              | イラン         |
|                                 | Der Totmacher                 | ロミュアルド・カルマカル                              | ドイツ         |
| 幻の光                          | 幻の光                        | 是枝裕和                                              | 日本           |
| クロッカーズ                    | Clockers                      | スパイク・リー                                        | アメリカ合衆国 |
| ジェラートの天国 （神の喜劇）   | A Comédia de Deus             | ジョアン・セザール・モンテイロ                        | ポルトガル     |
|                                 | Kardiogramma                  | ダルジャン・オミルバエフ                              | カザフスタン   |
| ナッシング・パーソナル          | Nothing Personal              | サディウス・オサリヴァン                              | アイルランド   |
| クロッシング・ガード            | The Crossing Guard            | ショーン・ペン                                        | アメリカ合衆国 |
|                                 | Romanzo di un giovane povero  | エットーレ・スコラ                                    | イタリア       |
| さまよえる人々                  | De vliegende Hollander        | ヨス・ステリング                                      | オランダ       |
| 明日を夢見て                    | L'uomo delle stelle           | ジュゼッペ・トルナトーレ                              | イタリア       |

## 審査員
- ホルヘ・センプルン （ スペイン/作家） 審査員長
- グリエルモ・ビラーギ （ イタリア/批評家）
- ジャン＝ピエール・ジュネ （ フランス/映画監督）
- アッバス・キアロスタミ （ イラン/映画監督）
- マルガレーテ・フォン・トロッタ （ ドイツ/映画監督）
- マリオ・マルトーネ （ イタリア/映画監督）
- ピーター・ライナー （ アメリカ合衆国/批評家）
- モーゼス・ロスマン （ カナダ/批評家）

## 受賞結果
- 金獅子賞：『シクロ』（トラン・アン・ユン）
- 審査員特別大賞：『ジェラートの天国 （神の喜劇）』（ジョアン・セザール・モンテイロ）、『明日を夢見て』（ジュゼッペ・トルナトーレ）
- 監督賞：ケネス・ブラナー （『世にも憂鬱なハムレットたち』）
- 男優賞：ゴッツ・ジョージ （『Der Totmacher』）
- 女優賞：サンドリーヌ・ボネール、イザベル・ユペール （『沈黙の女/ロウフィールド館の惨劇』）
- 助演賞：イアン・ハート （『ナッシング・パーソナル』）、イザベラ・フェラーリ （『Romanzo di un giovane povero』）
- 脚本賞：アボルファズル・ジャリリ （『7本のキャンドル』）
- 撮影賞：中堀正夫 （『幻の光』）
- 上院議会金メダル：『あるイタリアの犯罪』 （マルコ・トゥリオ・ジョルダーナ）